# 季膺
季膺（1527年—？），字元服，號雁山，直隸松江府華亭縣人，民籍，明朝政治人物。

## 生平
嘉靖四十三年（1564年）甲子科順天府鄉試第十三名舉人。嘉靖四十四年（1565年）聯捷乙丑科會試第九十三名，三甲第一百三十七名進士。兵部观政，丁祖母周孺人喪，再丁母湯孺人憂，隆慶三年（1569年）十二月授工部主事，万历元年（1573年）二月升员外，十二月升郎中，三年十一月升汀州知府，八年八月升江西副使，十年五月以馳驿降嘉兴府推官，十一年六月升绍兴府同知，十二年八月升建昌知府，十五年十二月升雲南副使，十七年致仕。

## 家族
曾祖季丙；祖父季浩，號南溪；父季錦，號十亭，贈主事，母湯氏，贈安人。